# Yannick Martinez
Yannick Martínez (Nevers, 4 maggio 1988) è un ciclista su strada e ciclocrossista francese.
Di origini spagnole, è figlio di Mariano Martínez, ex ciclista degli anni settanta, e fratello minore di Miguel Martinez, campione di ciclocross; anche lo zio Martin Martínez, fratello del padre, e il cugino Raphaël Martinez, anch'essi ciclisti professionisti.

## Carriera
Già da allievo Martinez ottenne diversi risultati, tra i quali la vittoria del campionato nazionale di ciclocross nel 2003 e il terzo posto in quello in linea. Nel 2004 tra gli Juniores fu secondo ancora ai campionati di ciclocross, piazzamento raggiunto anche l'anno successivo ai campionati europei di categoria. Si aggiudicò anche alcune competizioni di cross e su strada in territorio francese.
Nel 2009, dopo essere già passato nella categoria Under-23 con la Creusot Cyclisme, fu quinto ai campionati europei in linea; ottenne inoltre un terzo posto nella quarta tappa e un quinto posto nella settima al Tour de l'Avenir. Dopo aver corso la prima parte del 2011 ancora fra gli Under-23, ottenendo anche alcune vittorie, negli ultimi mesi dell'anno gareggiò come stagista nella formazione francese ProTour AG2R La Mondiale.
Nel 2012 si trasferisce al Vélo Club La Pomme Marseille, squadra Continental. In questa stagione i suoi risultati migliori sono il quarto posto nella terza tappa del Tour de Bretagne e l'ottavo nella prima tappa dell'Étoile de Bessèges.

## Palmarès

### Strada
- 2006 (Juniores)

Varennes-Vauzelles
- 2008 (Juniores)

Varennes-Vauzelles
Prix de la ville de Nevers
- 2009 (Dilettanti Under-23, Creusot Cyclisme)

Val d'Ille U Classic 35
- 2011 (Dilettanti Under-23, Creusot Cyclisme)

Grand Prix Saint-Etienne Loire
Prix des Vins Nouveaux
1ª tappa Circuit de Saône-et-Loire
6ª tappa Tour Nivernais Morvan
- 2013 (La Pomme Marseille, due vittorie)

1ª tappa Route du Sud
5ª tappa Quatre Jours de Dunkerque

#### Altri successi
- 2023 (Team Atria - VS Gerzatois)

3ª tappa Tour Nivernais Morvan (Dornecy > Donzy)
Grand Prix d'Availles-Limouzine
Grand Prix Christian Fenioux
Trophée des Champions-Mavic Cup
- 2024 (Team Atria - VS Gerzatois)

Grand Prix de la Sologne des Étangs

### Cross
- 2004-2005

Cyclo-Cross International de Nommay
- 2005-2006

Challenge de la France Cycliste Fourmies
UCI World Cup Hoogerheide

## Piazzamenti

### Grandi Giri
- Vuelta a España

2014: 81º

### Classiche monumento
- Giro delle Fiandre

2014: 75º
2015: ritirato
- Parigi-Roubaix

2014: 24º
2015: 40º
2016: ritirato
2017: ritirato
2018: ritirato

### Competizioni mondiali
- Campionati del mondo su strada

Valkenburg 2014 - Cronosquadre: 19°
- Campionati europei di ciclocross

Sankt Wendel 2005 - Juniores: 8°
Zeddam 2006 - Juniores: 4°

### Competizioni europee
- Campionati europei su strada

Hooglede-Gits 2009 - In linea Under-23: 5°
- Campionati europei di ciclocross

Vossem 2004 - Juniores: 4°
Pontchâteau 2005 - Juniores: 2°